# Appendixia
Appendixia es un género de hongos en la familia Xylariaceae. Es un género monotípico y su única especie es Appendixia closterium.